# Phoenicagrion
Phoenicagrion là một chi chuồn chuồn kim trong họ Coenagrionidae.

## Các loài
Phoenicagrion có 6 loài:
- Phoenicagrion flammeum (Selys, 1876)
- Phoenicagrion flavescens Machado, 2010
- Phoenicagrion ibseni Machado, 2010
- Phoenicagrion karaja Machado, 2010
- Phoenicagrion megalobos Machado, 2010
- Phoenicagrion paulsoni von Ellenrieder, 2008